# Alebroides shirakiellus
Alebroides shirakiellus är en insektsart som först beskrevs av Matsumura 1931.  Alebroides shirakiellus ingår i släktet Alebroides och familjen dvärgstritar.
Artens utbredningsområde är Taiwan. Inga underarter finns listade i Catalogue of Life.